# São José do Vale do Rio Preto
São José do Vale do Rio Preto este un oraș în unitatea federativă Rio de Janeiro (RJ), Brazilia.